# Mein verrücktes Jahr in Bangkok
Mein verrücktes Jahr in Bangkok ist eine deutsch-österreichische Fernseh-Komödie aus dem Jahr 2012. Die Erstausstrahlung war am 14. Dezember 2012. Dabei wurde er von 3,67 Mio. Zuschauern gesehen, was einem Marktanteil von etwa 11,8 Prozent entsprach.

## Handlung
Sabine Kremer ist begeistert. Ihr Ehemann Christof ist ein erfolgreicher Unternehmensberater und soll ein Jahr lang in Bangkok leben. Als Fan der thailändischen Metropole kann sie es kaum erwarten. Doch die Begeisterung weicht bald der nüchternen Realität. Anfangs verschwindet ihr komplettes Gepäck, der Fahrer ist nicht pünktlich und das versprochene Stadthaus im eleganten Kolonialstil ist eine Baustelle. Sabine bleibt mit dem hektischen Chaos alleine, denn ihr Mann steckt über beide Ohren in Arbeit. Die gemeinsame Tochter Emma hingegen liebt die fremde Umgebung und genießt den Tapetenwechsel. Aber auch Sabine findet nach und nach Kontakt zu den Einheimischen. So freundet sie sich mit der Chinesin Lilly, der Mutter eines Klassenkameraden von Emma, an. Über sie erfährt sie mehr über die kulturellen Eigenheiten des Landes.
Christof hingegen hat ganz andere Probleme. Er findet keinen Kontakt zu seiner Firma. Alle Mitarbeiter sprechen nur thailändisch. Und sein deutscher Ansprechpartner Jochen Zimmermann hat Angst um seinen Job, sodass er alle Vorhaben Christofs sabotiert. Erst als er mit der schönen Thailänderin Eleanor eine persönliche Dolmetscherin anstellt, bessert sich seine Situation. Aber Sabine merkt schnell, dass Eleanor sehr offensiv mit ihrem Mann flirtet, was ihr absolut missfällt. Als es dann zu einer mehrtägigen Geschäftsreise mit Eleanor und Christof kommt, sieht diese ihre Chance gekommen. Derweil versucht Sabine Christofs Auftraggeber Herbert Dollmann, der sich in sie verguckt hat, abzuwehren.

## Kritiken
„(Fernseh-)Culture-Clash-Komödie, eher routiniert als inspiriert entwickelt.“

„Wird das Fernsehen immer schlechter? Hier schon: Selten vermengen sich rassistische Klischees, herablassende Vorurteile und peinliche Selbstgespräche zu einem derart ungenießbaren TV-Curry. Das haben weder Thailänder noch wir Zuschauer verdient! [...] Unerträglich: Fremdschämen in der Fremde“